# Castillo de Hostalrich
El Castillo de Hostalrich  (en catalán Castell d' Hostalric) es un cono y castillo de la provincia de Gerona, España. Se encuentra situado en el municipio de Hostalrich, a orillas del río Tordera. Pertenece a la Región volcánica de La Garrocha, en la zona de La Selva.

## Aspecto y vulcanismo
Es un cono volcánico achatado, en que toda la capital se asienta casi sobre el mismo volcán. La cima más alta del volcán, es donde se encuentra el castillo. La colina donde se asienta se formó con la destrucción de la chimenea volcánica, en que formó columnas basálticas, casi parecido al del volcán Cancarix, a la que se puede apreciar por las laderas del pitón dichas formaciones. Se puede encontrar restos de coladas de lava que expulsó el volcán y que salpican los alrededores de la ciudad.

## Alrededores
El volcán de Hostalric se sitúa en la zona volcánica de La Selva, que pertenece a la región volcánica de La Garrocha. El castillo que se encuentra en su cima está construido con rocas volcánicas procedentes de la misma montaña. Su construcción data cerca del año 1145; sobre lo que fue un antiguo poblado ibérico. Fue demolido en 1695, por las tropas francesas.